# Il legionario
Il legionario è un film del 2021 diretto da Hleb Papou. È stato presentato nel 2021 alla 74ª edizione del Locarno Film Festival Concorso Cineasti del Presente, aggiudicandosi il Pardo per la regia.

## Trama
Daniel, ragazzo nero nato in Italia, ha vissuto l'adolescenza in una abitazione occupata illegalmente. Andato via, si è poi arruolato nella Polizia di Stato. Celerino del Primo Reparto Mobile, riceve la missione di sgomberare il palazzo in cui ancora vivono sua madre e suo fratello Patrick, leader degli occupanti.
Daniel ha davanti a sé un terribile dilemma, restare fedele allo Stato o aiutare la propria famiglia evitando lo sgombero.

## Distribuzione
Il film è stato distribuito nelle sale cinematografiche italiane da Fandango dal 24 febbraio 2022.